# Concentração de renda nos Estados Unidos
No período entre o New Deal e a década de 1980, houve uma redução da concentração de renda nos Estados Unidos, entretanto, a partir da década de 1980, houve um aumento dessa concentração.

## Anos Dourados
A partir do período posterior à II Guerra Mundial até a década de 1970, a economia norte-americana conciliou elevadas taxas de crescimento, alto nível de emprego e aumento do padrão de vida da população, com aumentos reais dos salários reais e redução da desigualdade na distribuição de renda. Entre 1947 e 1973, taxa média de crescimento do Produto Nacional Bruto (PNB) foi de 4,0% e a taxa de desemprego alcançou uma média de 4,7%.
Essa prosperidade não foi fruto do “livre mercado”, mas baseada em políticas econômicas intervencionistas e em regulamentações e regulações: do mercado de trabalho, dos sistemas bancário e financeiro e dos fluxos internacionais de capitais.
Essa situação teve sua origem durante o New Deal, por meio do qual foram estabelecidas políticas públicas favoráveis ao pleno emprego, formalizado no "Employment Act", de 1946; e equilíbrio entre os interesses grandes empresas e dos trabalhadores, representados pelos seus sindicatos, de modo que os salários seriam aumentados de acordo com os ganhos de produtividade. Esse compromisso foi aceito pelas classes capitalistas, que não queriam a volta da situação vivida durante a Grande Depressão. Desse modo, entre 1953 e 1973, os salários reais aumentaram mais de 50%.
A intervenção do Estado na economia resultava em uma melhor distribuição de renda. Desse modo, em meados da década de 1970, a renda gerada na economia norte-americana, antes da tributação, seria atribuída de modo que os 10% mais ricos recebessem 61,8 vezes o montante recebido pelos 10% mais pobres, entretanto, após a tributação e as transferências, esta razão caía para 17,7.
Aliás, em 1944, a maior alíquota marginal do Imposto de Renda chegou a 94%. Na década de 1960, ainda era de 91%, depois disso houve uma redução paulatina, que fez com que essa alíquota chegasse a 70%, em 1975. Em 1983, Reagan reduziu essa alíquota para primeiro reduziu-a para 50%, redução essa que continuou, até que chegou, em 1986, a 28%. Depois disto, houve uma nova majoração, de modo que chegou a 35% em 2007, durante o governo de George W. Bush.
Os sindicatos foram fortalecidos, em 1977, 35,5% dos trabalhadores do setor privado manufatureiro eram sindicalizados.
Houve uma inflação rastejante que permitiu uma transferência dos ganhos de produtividade dos setores mais dinâmicos aos trabalhadores dos demais setores da economia o que gerou uma redução das disparidades salariais. Esta inflação rastejante se explicava pois se tratava de um ambiente econômico no qual vigorava uma concorrência oligopolista, que favorecia a formação de preços por meio de um mark-up sobre os custos, desse modo, as empresas repassavam as variações de custos para seus preços, mantendo, ou até mesmo aumentando, sua rentabilidade.

## Crise dos Anos Dourados
Por outro lado, o sistema montado pelo "New Deal" dava sinais de esgotamento, pois, a partir do final da década de 1960 e durante a década de 1970 houve:
1. uma aceleração da inflação, acentuada pelos choques do petróleo, e;
2. um aumento da concorrência internacional, que levariam os EUA a perder, gradualmente, sua participação na produção industrial no mundo;

Apesar disso, mesmo no governo conservador de Richard Nixon, não se cogitava romper o compromisso de alto emprego para recuperar da rentabilidade do capital. Desse modo, houve continuidade nas políticas fiscal e monetária expansionistas, que já não surtiam o efeito esperado.
Esse fenômeno teve continuidade durante maior parte do governo de Jimmy Carter.
Entretanto, a combinação entre aumentos reais dos salários, redução das margens de lucros, alta inflação e baixas taxas de juros abriu espaço para a reviravolta política neoliberal.
Para recompor as margens de lucros era preciso acabar com os aumentos reais dos salários, para isso era preciso retirar o poder de mobilização dos sindicatos por meio do desemprego.

## Elevação dos juros em 1979
No final do governo de Jimmy Carter, em 6 de agosto de 1979, Paul Volcker assumiu a direção do Federal Reserve e deu início à restauração conservadora, que seria consolidada durante o governo de Ronald Reagan, que teve início em 20 de janeiro de 1981.
No segundo semestre de 1979, Paul Volcker elevou as taxas de juros a patamares extraordinários para os padrões da economia norte-americana.
Este movimento conseguiu controlar a inflação, mas levou a economia norte-americana para a maior recessão do período posterior à II Guerra Mundial até então.
Também foram cortados gastos que faziam parte da política de proteção social, mas foram aumentados os gastos militares, dando início a um período de “keynesianismo bélico”, oportuno, pois a indústria militar, que não enfrentava o problema de concorrência internacional, seria importante para a retomada do crescimento econômico.
Além disso, a valorização do dólar, propiciada pela maior taxa de juros, intensificou o processo de instalação de plantas industriais, de empresas norte-americanas, em outros países, onde os custos trabalhistas eram menores.
A alta de juros causou uma recessão entre 1979 e 1982, nesse período a economia norte-americana apresentou a uma elevada taxa média de desemprego: 7,7%, sendo que, entre setembro de 1982 e junho de 1983, essas taxas foram superiores a 10%. Nesse período os sindicatos foram enfraquecidos, o que viria a prejudicar reivindicações por aumentos salariais no período posterior.
O governo Reagan mostrou claramente para os trabalhadores e para os sindicatos que as relações entre capital e trabalho iriam mudar e, desse modo, as medidas de desregulação e desregulamentação atingiram também o mercado de trabalho. O resultado foi uma redução do número de trabalhadores protegidos pelos acordos sindicais. Desse modo, a taxa de sindicalização cairia de cerca de 35% dos trabalhadores do setor manufatureiro, em 1977, para menos de 15% na primeira década do Século XXI.

## Entre 1983 e 2007
A partir de 1983, a economia volta a crescer, mas sem o ritmo do período anterior. Entre 1983 e 2007, a taxa média de crescimento do Produto Nacional Bruto (PNB) foi de 3,0% e a taxa média de desemprego foi de 5,8%, enquanto que, na "Era Dourada", ou seja, entre 1947 e 1973, essa taxa média fora de 4,0% e a taxa média de desemprego fora de 4,7%.
Nesse período, houve um retorno do pacto de gerar o maior nível de emprego possível, porém houve uma piora gradativa na distribuição de renda. Desse modo, a economia norte-americana voltou a apresentar reduzidas taxas de desemprego, diferentemente do que ocorreu em outros países desenvolvidos.
A piora gradativa na distribuição de renda pode ser demonstrada na tabela abaixo que mostra a variação da renda média real dos trabalhadores, segregados por quintis que tem como critério a renda anual, nos diferentes períodos.
| Cada linha corresponde a 20% dos trabalhadores agregados por renda anual | Variação acumulada entre 1947 e 1973 | Variação acumulada entre 1973 e 2000 | Variação acumulada entre 2000 e 2006 |
| ------------------------------------------------------------------------ | ------------------------------------ | ------------------------------------ | ------------------------------------ |
| 20% de menor renda                                                       | 117,00%                              | 11,20%                               | -6,50%                               |
| Intermediário inferior                                                   | 97,50%                               | 17,40%                               | -2,9%                                |
| Médio                                                                    | 103,10%                              | 25,50%                               | -1,80%                               |
| Intermediário superior                                                   | 104,30%                              | 35,40%                               | 1,10%                                |
| 20% de maior renda                                                       | 88,30%                               | 65,50%                               | 2,00%                                |

Quando se analisa isoladamente a participação na renda nacional dos:
- 10% mais ricos, que havia tido uma pequena queda de 1,2% entre 1947 e 1973, observa-se que no período entre 1982 e 2007, essa participação passou de 33,2% para 45,5% (aumento de 12,3%);
- 5% mais ricos, observa-se que no período entre 1982 e 2007, essa participação passou de 21,4% para 33,9% (aumento de 12,5%); ou seja, todo o ganho dos 10% mais ricos foi concentrado no aumento da participação da renda obtida pelos 5% mais ricos;
- 1% mais ricos, observa-se que no período entre 1982 e 2007, essa participação passou de 8,4% para 18,3% (aumento de 9,9%); ou seja, 80% do ganho dos 5% mais ricos foi concentrado no aumento da participação da renda obtida pelos 1% mais ricos;
- 0,1% mais ricos, observa-se que no período entre 1982 e 2007, esse grupo mais que triplicou a sua participação na renda;
- 0,01% mais ricos, observa-se que no período entre 1982 e 2007, esse grupo mais que quadruplicou a sua participação na renda.

Nesse contexto de redução dos salários, medidos por valor pago por hora, o padrão de gastos médios das famílias pôde ser mantido por meio do ingresso de mulheres no mercado de trabalho e por um aumento das horas trabalhadas. Desse modo, entre 1979 e 1996, o número total de horas trabalhadas em média por família aumentou em 9% a.a. e a participação das mulheres no mercado de trabalho aumentou de 41% em 1970 para 57% em 1988.
A estagnação da renda real média dos trabalhadores e, consequentemente, a queda da participação dos salários na renda entre 1979 e 2002 decorreu, principalmente, da estagnação, e posterior queda, dos salários dos trabalhadores com pior remuneração.
Entre 1989 e 1998, a economia norte-americana quase não gerou empregos de médios salários, nesse período, os empregos foram gerados nos extremos da pirâmide ocupacional e distributiva, desse modo:
- No estrato superior, o crescimento do número de empregos foi de 22,4% , de modo que foram gerados empregos nos setores de relacionados a serviços financeiros e nas indústrias ligadas às novas tecnologias de informação e comunicação;
- No estrato inferior, o crescimento do número de empregos foi de 10,2% , de modo que foram gerados empregos nos setores de baixa qualificação profissional, como serviços pessoais e comércio varejista.

Quando se compara a evolução dos rendimentos dos trabalhadores diretamente ligados à produção (primeiro grupo) e dos que exercem cargos de chefia (segundo grupo), observa-se que:
- entre 1948 e 1973, o crescimento médio anual dos rendimentos do primeiro grupo foi de 2,34% a.a., enquanto que, o crescimento médio anual dos rendimentos do segundo grupo foi de 2,16%;
- entre 1974 e 1979, os rendimentos de ambos os grupos ficaram estagnados;
- entre 1980 e 2007, os rendimentos do primeiro grupo ficaram estagnados, enquanto que, o crescimento médio anual dos rendimentos do segundo grupo foi de 2,2%;

Entre 1947 e 1968, o Índice de Gini caiu de 0,38 para 0,34, mas depois disso, voltou a subir, alcançando 0,40 em 2007.
A tabela a seguir, apresenta a evolução da participação da evolução das famílias, agrupadas por faixas de renda, na renda nacional. As cinco colunas, à direita da coluna "Ano", informam sobre os estratos que representam 20% das famílias cada uma, a sexta informa, especificamente, sobre as 10% de maior renda.
| Ano  | 20% de menor renda | Intermediário inferior (20% - 40%) | Médio (40% - 60%) | Intermediário superior (60% - 80%) | 20% de maior renda | 10% de maior renda |
| ---- | ------------------ | ---------------------------------- | ----------------- | ---------------------------------- | ------------------ | ------------------ |
| 1980 | 6,8                | 12,1                               | 16,5              | 22,3                               | 42,8               | 27,9               |
| 1985 | 5,5                | 10,9                               | 15,8              | 22,0                               | 46,7               | 21,7               |
| 1990 | 5,3                | 10,8                               | 15,8              | 21,9                               | 47,3               | 32,3               |
| 1995 | 5,5                | 10,9                               | 15,9              | 21,9                               | 46,8               | 31,9               |
| 2000 | 4,9                | 9,7                                | 14,7              | 20,2                               | 51,3               | 37,1               |
| 2004 | 4,9                | 10,0                               | 15,0              | 21,1                               | 50,0               | 35,5               |
| 2005 | 4,8                | 9,6                                | 14,4              | 20,6                               | 51,6               | 37,4               |

.

### Endividamento das famílias
A partir década de 1980, a renda real de grande parte dos norte-americanos estagnou, essa estagnação, associada a um aumento da concentração de renda, e, em um contexto de crédito acessível e barato, induziu muitas famílias a se endividarem para manter os seus padrões de consumo. 
O contexto de crédito acessível e barato foi viabilizado pela desregulamentação do sistema financeiro, iniciada no final da década de 1960, que se aprofundou nas décadas seguintes.
Durante a década de 1990, os Estados Unidos passaram por um intenso e duradouro crescimento econômico, desse modo, entre 1992 e 2000, a taxa média de crescimento do Produto Nacional Bruto (PNB) de 3,7% a.a. e a taxa média de desemprego foi de 5,4%, combinado com uma baixa inflação.
Depois de uma moderada recessão em 2001, logo foram retomadas elevadas taxas de crescimento, que durariam até meados de 2007, quando os Estados Unidos passaram enfrentar uma grave crise econômica surgida no sistema de financiamento imobiliário.
Historicamente, o endividamento das famílias de baixa renda nos Estados Unidos, ocorria por meio dos cartões de crédito e dívidas não bancárias. Entretanto, a partir da segunda metade da década de 1990 e na primeira década do Século XXI, a modalidade de endividamento que mais cresceu foi por meio do crédito imobiliário.
Este tipo de financiamento não esteve necessariamente relacionado à aquisição de uma moradia para o mutuário, mas para a venda posterior do imóvel, em um cenário no qual a valorização dos imóveis era superior às taxas de juros praticadas.
Além disso, foram feitos novos empréstimos imobiliários para mutuários que, antes, já haviam feito o empréstimo para a compra do imóvel objeto da garantia. Esses novos empréstimos tinham como garantia novas avaliações do imóvel e a redução da dívida original, que já havia sido parcialmente paga.
A tabela seguir, consolida dados sobre o aumento do endividamento das famílias entre 1980 e 2006.
Proporção entre dívida (por tipo) das famílias e renda anual
| Ano  | Crédito ao consumidor | Crédito imobiliário | Outros | Dívida total |
| ---- | --------------------- | ------------------- | ------ | ------------ |
| 1980 | 17,8                  | 46,2                | 8,1    | 72,1         |
| 1985 | 19,6                  | 46,5                | 9,9    | 76,0         |
| 1990 | 19,2                  | 58,3                | 9,1    | 86,7         |
| 1995 | 21,6                  | 61,6                | 10,3   | 93,6         |
| 2000 | 24,2                  | 66,7                | 11,7   | 102,8        |
| 2005 | 24,5                  | 97,5                | 11,1   | 134,1        |
| 2006 | 25,1                  | 102,3               | 12,3   | 139,7        |

Em resumo, cabe observar que a proporção entre a dívida total das famílias e a renda anual disponível, aumentou de 72%, em 1980, para 140% em 2006.
O fácil acesso ao crédito, fez com que o consumo fosse menos impactado, ou até mesmo continuasse a crescer em anos nos quais houve redução do Produto Nacional Bruto, conforme pode-se verificar na tabela abaixo:
| Variação anual           | 1974 | 1980 | 1982 | 1991 | 2001 |
| ------------------------ | ---- | ---- | ---- | ---- | ---- |
| PNB                      | -0,7 | -0,2 | -1,9 | -0,2 | -0,8 |
| Consumo (total)          | -0,8 | -0,3 | 1,4  | 0,2  | 2,5  |
| Consumo de bens duráveis | -6,9 | -7,8 | -0,1 | -5,6 | 4,3  |

A sustentabilidade do processo de incremento do endividamento, em um contexto de estagnação de salários reais, pode ser prolongada por meio:
1. da concessão de crédito para maiores parcelas da população (subprime);
2. da política monetária expansionista, praticada pelo Federal Reserve entre 1995 e 2005, principalmente a a partir de 2002;
3. das inovações financeiras que ocorreram no período, em especial referentes ao crédito imobiliário.

Cabe destacar, que esse incremento do endividamento impulsionou o crescimento da economia norte-americana no período  .